# Быстрец (приток Люнды)
Быстрец (Быстрец Красный) — река в России, протекает в Воскресенском районе Нижегородской области. Устье реки находится в 61 км по правому берегу реки Люнды. Длина реки — 22 км, площадь водосборного бассейна — 185 км². В 8,4 км от устья принимает слева реку Быстрец Чёрный.
Исток реки находится в обширных Кугайских болотах в 38 км к юго-западу от посёлка Воскресенское. До впадения слева Быстреца Чёрного называется также Быстрец Красный.
Река течёт на север, в верхнем течении течёт по ненаселённому, заболоченному лесу; в нижнем течении течёт вдоль автодороги Воскресенское — Нестиары и протекает ряд деревень, стоящих на этой дороге: Быстрец, Клюкино, Никоново, Завод. Чуть ниже последней впадает в реку Люнду.

## Данные водного реестра
По данным государственного водного реестра России относится к Верхневолжскому бассейновому округу, водохозяйственный участок реки — Ветлуга от города Ветлуга и до устья, речной подбассейн реки — Волга от впадения Оки до Куйбышевского водохранилища (без бассейна Суры). Речной бассейн реки — (Верхняя) Волга до Куйбышевского водохранилища (без бассейна Оки).
Код объекта в государственном водном реестре — 08010400212110000043779.